# André Mathias
André Mathias (circa 1936/1937 – Paramaribo, 8 september 2018) was een Surinaams marronleider. Hij was van 2002 tot 2018 granman van de Kwinti's.

## Biografie
André Mathias was een veelzijdig man en hield zich bezig met landbouw en bosbouw. Hij werkte veertig jaar voor de Geologische Mijnbouwkundige Dienst (GMD).

### Granman
Nadat Matheus Marcus de Kwinti's van 1978 tot 1999 had geleid, volgde Mathias hem in 2000 op als hoofdkapitein. In 2002 werd Mathias geïnstalleerd als granman,  met het dorp Witagron als zijn residentie. Hij had toen zijn pensioengerechtigde leeftijd al bereikt en was de eerste die zijn volk sinds honderd jaar weer aanvoerde als granman.

### Kwesties rond het gemeenschapsbos
Op 25 augustus 2012 stelde hij zijn hoofdkapitein Harold Souvenir buiten functie, omdat die zich niet als zodanig had gedragen en zelfs deed voorkomen de granman te zijn. Souvenir had deze handelingen uitgevoerd zonder overeenstemming te zoeken met Mathias. De granman bracht het voorval in maart 2013 zelf naar buiten zodat hij niet verantwoordelijk gesteld kon worden voor zaken waar hij geen rol in had gespeeld. Souvenir zou zelfs een opstand tegen Mathias hebben opgezet.
In juni bleek dat de districtscommissaris (dc) van Sipaliwini, Naltus Naana, een rol had gespeeld door eenzijdig tekenbevoegdheid over het gemeenschapsbos aan Souvenir over te dragen. In november 2013 bleek niet alleen de dc maar ook minister Stanley Betterson betrokken. Hij bleek besloten te hebben bevoegdheden van Mathias over te dragen vanwege de kwakkelende gezondheid van Mathias. Kwinti's demonstreerden in Paramaribo omdat de minister misbruik zou hebben gemaakt van de blinde en zieke granman en er nu beslissingen werden genomen waar de stam het niet mee eens was. Volgens de betogers zou er grof geld mee gemaakt worden. In 2024 stelde granman Remon Clemens, de opvolger van Mathias, Harold Souvenir definitief buiten functie, met instemming van de andere vijf granmans.

### Overlijden en opvolging
Mathias overleed op 8 september 2018 en was toen 81 jaar oud. Hij kwakkelde toen al jarenlang met zijn gezondheid en was blind. Hij werd opgevolgd door Remon Clemens, die in 2020 werd ingewijd door president Chan Santokhi en in 2024 ritueel door zijn volk.